# Tadesse Getahon
Tadesse Getahon (20 de diciembre de 1997) es un deportista de Israel que compite en atletismo. Ganó una medalla de plata en el Campeonato Europeo de Atletismo Sub-23 de 2019, en la prueba de 10 000 m.